# جيوفاني كوروني
جيوفاني كوروني (مواليد 20 ديسمبر 1994) هو لاعب كرة قدم كوستاريكي.

## وصلات خارجية
- جيوفاني كوروني على موقع رابطة كرة القدم اليابانية للمحترفين (اليابانية)
- جيوفاني كوروني على موقع قاعدة بيانات كرة القدم.إي يو (الإنجليزية)
- جيوفاني كوروني على موقع Soccerway.com (الإنجليزية)
- جيوفاني كوروني على موقع عالم كرة القدم.نت (الإنجليزية)